# Samuel Arnold (Schauspieler)
Samuel Arnold (* 11. Juli 1991 in Paris) ist ein französischer Film- und Theaterschauspieler.

## Leben und Wirken
Arnold wurde in Paris geboren und wuchs dort auf. Von 2012 bis 2013 studierte er Schauspiel an der École internationale de création audiovisuelle et de réalisation in Paris, bevor er an des Giles Foreman Centre For Acting in London wechselte, wo er 2015 seinen Abschluss machte. Bevor er 2016 sein Fernsehdebüt im Fernsehfilm Der zweite Schuss feierte, trat er in verschiedenen Theaterproduktionen auf. 2018 spielte er am Royal National Theatre an der Seite von Ralph Fiennes in der Tragödie Antonius und Cleopatra von William Shakespeare. Seit 2020 ist er in einer Hauptrolle in der für Netflix produzierten Serie Emily in Paris zu sehen.

## Filmografie (Auswahl)
- 2016: Der zweite Schuss (Tuer un homme, Fernsehfilm)
- 2019: Platane (Fernsehserie, Folge 3.02)
- seit 2020: Emily in Paris (Fernsehserie)